# Yakitate!! Japan
Yakitate!! Japan ( 焼きたて!!ジャぱん?) è un manga scritto e disegnato da Takashi Hashiguchi, pubblicato sulla rivista Weekly Shōnen Sunday dal 2002. Nel 2004 la serie ha ricevuto un adattamento anime di 69 episodi da parte dello studio Sunrise.

## Trama
La storia racconta di un ragazzo, Azuma Kazuma, che tenta di creare un tipo di pane che possa rispecchiare il riso giapponese. Egli, con le sue stesse mani, ha creato un pane chiamato "Japan" e con il quale crea diversi "tipi". L'anime dura fino alla fine del concorso dei nuovi arrivati al negozio "Pantasia", il più famoso negozio di pane del Giappone. Lì Azuma incontra la sua rivale, Yukino, sorellastra di un'amica di Azuma (Tsukino) e che tenterà in tutti i modi di vincere. Il manga prosegue con la gara a Montecarlo, dove incontrerà Pierrot, un clown nonché giudice della gara e dopodiché Yukino, che possiede il negozio "St. Pierre" (il rivale di Pantasia) sfida Tsukino ad un'altra sfida, che verrà trasmessa in tv su un programma chiamato "Yakitate! 25".

## Episodi
| Nº | Giapponese 「Kanji」 - Rōmaji                                                                                                 | In onda           | In onda |
| Nº | Giapponese 「Kanji」 - Rōmaji                                                                                                 | Giapponese        |         |
| 1  | 「来たぞッ！！ 太陽の手を持つ少年！」 - Kitazo!! Taiyō no Te wo Motsu Shōnen!                                                 | 12 ottobre 2004   |         |
| 2  | 「マハラジャッ！！ 富士山が降ってきた日！」 - Maharaja!! Fujisan ga Futtekita Hi                                              | 19 ottobre 2004   |         |
| 3  | 「黒コゲ！！これが究極の黒輪さん！？」 - Kurokoge! Kore ga Kyūkyoku Kurowa-san!?                                              | 26 ottobre 2004   |         |
| 4  | 「ヒヒーン!! 馬味(うま)いパンを作れ」 - Hi hiin!! Umai pan wo tsukure                                                         | 2 novembre 2004   |         |
| 5  | 「美(う)メェ〜ッ!! 決め手は究極のバター！」 - Umeeee!! Kimete ha kyūkyoku no bataa!                                           | 9 novembre 2004   |         |
| 6  | 「本店だ!! 踊るマイスター！」 - Honten da!! Odoru maisutaa!                                                                   | 16 novembre 2004  |         |
| 7  | 「びっくり服部!! 秘密のタレで変身じゃ！」 - Bikkuri Hattori!! Himitsu no tare de henshin ja!                                  | 23 novembre 2004  |         |
| 8  | 「河内!!太陽のガントレット！」 - Kawachi Kai!! Taiyō no gantoretto!                                                           | 7 dicembre 2004   |         |
| 9  | 「負けへん!!大阪パンで勝負や！」 - Makehen!! Oosaka pan de shōbu ya!                                                          | 14 dicembre 2004  |         |
| 10 | 「それぞれの開幕!! パンタジア新人戦開始！」 - Sorezore no kaimaku!! Pantajia shinjinsen kaishi!                               | 21 dicembre 2004  |         |
| 11 | 「クズカスッ!! 和馬が選んだ最低バター！」 - Kuzukasū!! Kazuma ga eranda saitei bataa!                                         | 28 dicembre 2004  |         |
| 12 | 「和馬失格!? 起死回生のウルトラＣ！」 - Kazuma shikkaku!? Kishikaisi no urutora C!                                            | 28 dicembre 2004  |         |
| 13 | 「ヘイお待ちィ!! メロンパンでメロンメロン！」 - Hei omachii!! Meron pan de meron meron!                                       | 11 gennaio 2005   |         |
| 14 | 「美麺～ッ（うめ～ん）!! 焼きそばパンの落とし穴！」 - Umee~n!! Yakisoba pan no otoshiana!                                     | 18 gennaio 2005   |         |
| 15 | 「最強チーム!! 小野小町さんで勝つんじゃ！」 - Saikyō chiimu!! Onono Komachi-san de katsun ja!                                 | 25 gennaio 2005   |         |
| 16 | 「ミドリの奇跡!! 魔法使い和馬ッ！」 - Midori no kiseki!! Mahōtsukai Kazuma~!                                                  | 1º febbraio 2005  |         |
| 17 | 「大決戦!! コアラの竜VS和馬のカメ！」 - Daikessen!! Koara no ryū VS Azuma no kame!                                            | 8 febbraio 2005   |         |
| 18 | 「祈りをこめて!!墓前の誓い！」 - Inori wo komete!! Bonzen no chikai!                                                          | 15 febbraio 2005  |         |
| 19 | 「悪夢の準決勝!! 雪乃の卑劣な罠！」 - Okumu no jyun kesshō!! Yukino no hiretsu na wana!                                       | 22 febbraio 2005  |         |
| 20 | 「不屈の闘志!! 逆境をバネに立ちあ上がれ！」 - Fukutsu no tōshi!! Gyakkyō wo bane ni tachi agare!                              | 8 marzo 2005      |         |
| 21 | 「試作史上最強のパン! !ジャぱん４４号じゃッ！」 - Shisaku shijō saidai no pan!! Japan 44 gō jaa!                              | 15 marzo 2005     |         |
| 22 | 「決勝戦直前!!和馬に迫る黒い影！」 - Kesshōsen chōkuzen!! Kazuma ni kuroi kage!                                               | 22 marzo 2005     |         |
| 23 | 「モチモチ対決!!東和馬ＶＳ冠茂！」 - Mochi mochi taiketsu!! Azuma Kazuma VS Kanmuri Shigeru!                                  | 29 marzo 2005     |         |
| 24 | 「空飛ぶマイスター!! 勝つのはどっち!?」 - Soratobu maisutaa!! Katsu no ha dotchi!?                                            | 29 marzo 2005     |         |
| 25 | 「なんやてッ!! 河内、漢（おとこ）の猛特訓！」 - Nanyate~!! Kawachi, otoko no mōtokkun!                                        | 5 aprile 2005     |         |
| 26 | 「新人戦最終試合!! 歌って踊るフランスパン！」 - Shinjin ikusa saishū shiai!! Utte odoru furansu pan!                          | 19 aprile 2005    |         |
| 27 | 「レッツみんなでパン作り!! ジャぱん2号じゃッ！」 - Lettsu minna de pan tsukuri!! Japan 2 gō jaa!                              | 26 aprile 2005    |         |
| 28 | 「百億の男!? パンタジア存亡の危機！」 - Hyaku oku no otoko!? Pantajia sonbō no kiki!                                          | 3 maggio 2005     |         |
| 29 | 「迫撃!! ブラックジャぱん誕生!」 - Hakugeki!! Burakku Japan Tanjō!                                                            | 10 maggio 2005    |         |
| 30 | 「いざフランス!! 目指せモナコカップ!」 - Iza Fransu!! Mezase Monako Kappu!                                                    | 17 maggio 2005    |         |
| 31 | 「一触即発!! 禁断のロダン作戦！」 - Isshokusokuhatsu!! Kindan no Rodan Sakusen!                                               | 24 maggio 2005    |         |
| 32 | 「これぞ世界レベル!! 嵐を呼ぶルーレット！」 - Koreze Sekai Reberu!! Arashi wo Yobu Rūretto!                                   | 31 maggio 2005    |         |
| 33 | 「3時のおやつ!! ジャぱん21号じゃッ！」 - Sanji no oyatsu!! Japan 21 gō jaa!                                                   | 7 giugno 2005     |         |
| 34 | 「ルパン3号!! パン・デ・エピス戒（改）！」 - Lupan 3 gō!! Pan • de • episu kai (kai)!                                         | 14 giugno 2005    |         |
| 35 | 「世界が注目!! モナコカップ本選スタート！」 - Sekai ga chūmoku!! Monako kappu honsen sutaato!                                 | 28 giugno 2005    |         |
| 36 | 「スピード勝負!!アレでチンしてッ！」 - Supiido shōbu!! Are de Chin shite~!                                                    | 12 luglio 2005    |         |
| 37 | 「サバイバル!!無人島のパン職人！」 - Sabaibaru!! Mujintō no pan shokunin!                                                     | 19 luglio 2005    |         |
| 38 | 「いざ泳げ!!南の島のタイ焼きくん！」 - Iza oyōge!! Minami no shima no taiyaki kun!                                            | 26 luglio 2005    |         |
| 39 | 「地獄へのダイブ!!新たなる謀略！」 - Jigoku he no daibu!! Arata naru bōryaku!                                                 | 26 luglio 2005    |         |
| 40 | 「ピエロ大誤算!! 最後の晩餐、お味はいかが？」 - Piiro daigosan!! Saigo no bansan, oaji ha ika ga?                             | 2 agosto 2005     |         |
| 41 | 「王様の質問!!おいしそうなパンを最初に食べさせるのは？」 - Ousama no shitsumon!! Oishisōna pan wo saisho ni tabesaseru no ha? | 9 agosto 2005     |         |
| 42 | 「奇々怪々!!カイザーの正体！」 - Kiki kaikai!! Kaizaa no shōtai!                                                              | 16 agosto 2005    |         |
| 43 | 「栄養たっぷり!!スポーツパン対決！」 - Eiyō tappuri!! Supootsu pan taiketsu!                                                  | 23 agosto 2005    |         |
| 44 | 「音速の驚異!! ゴぱん９７号！」 - Onsoku no kyōi!! Gopan 97 gō!                                                               | 6 settembre 2005  |         |
| 45 | 「裸・裸・裸!! 華麗なるパン勝負！」 - Hadaka・hadaka・hadaka!! Karei naru pan shōbu!                                          | 13 settembre 2005 |         |
| 46 | 「ピエロ護送!? 愛がぎっしり詰まったパン！」 - Piero gosō!? Ai ga gisshiri tsumatta pan!                                       | 20 settembre 2005 |         |
| 47 | 「ヴィクトリー!! パン業界に革命を！」 - Bikutorii!! Pan gyōkai ni kakumei wo!                                                 | 27 settembre 2005 |         |
| 48 | 「名探偵ピエロ!! 命をかけたリアクション！」 - Meitantei Piero!! Inochi wo kaketa riakusshon!                                  | 4 ottobre 2005    |         |
| 49 | 「ＶＩＰ席で再会!! ヘブン・アゲイン！」 - VIP seki de saikai!! Hebun • agein!                                                 | 4 ottobre 2005    |         |
| 50 | 「[宇宙を見せる！！ゴぱんを継ぐ男！」 - Uchyū wo miseru!! Gopan wo tsugu otoko!                                               | 11 ottobre 2005   |         |
| 51 | 「集められた究極の食材!! 史上最大の決勝戦！」 - Atsumerareta kyūkyōku no shokuzai!! Shijōsaidai no kesshōsen!                 | 25 ottobre 2005   |         |
| 52 | 「時を超えるピエロ!! ジャぱん世界の頂点へ!?」 - Toki wo koeru Piero!! Japan sekai no chōten he!?                              | 1º novembre 2005  |         |
| 53 | 「霧崎からの挑戦状!! 新番組『焼きたて!!９』スタート！」 - Kirisaki kara no chōsenjō!! Shinbangumi "Yakitate!! 9" sutaato!     | 8 novembre 2005   |         |
| 54 | 「当地パン対決!! なんてったってアイドル！」 - Tōchi pan taiketsu!! Nantettatte aidoru!                                        | 15 novembre 2005  |         |
| 55 | 「目覚めよ!!スーパー黒柳！」 - Mezameyo!! Sūpaa Kuroyanagi!                                                                   | 22 novembre 2005  |         |
| 56 | 「危うし黒柳!! 失われたリアクション!」 - Ayaushi Kuroyanagi!! Ushinawareta riakushon!                                         | 6 dicembre 2005   |         |
| 57 | 「ウー、マンゴー!! CMAPの大逆襲！」 - Uu, mangoo!! CMAP no daigyakushū!                                                       | 13 dicembre 2005  |         |
| 58 | 「愛は西都も救う!! 太陽の手VS炎の腕！」 - Ai ha Saito mo sukū!! Taiyō no te VS Honoo no ude!                                  | 20 dicembre 2005  |         |
| 59 | 「ニンニンニン!! オレの忍道だってばよ！」 - Nin Nin Nin!! ore no Ninja Dattebayo!                                             | 10 gennaio 2006   |         |
| 60 | 「曲がったことが大キライ!! 戒とモニカの二人三脚！」 - Magatta koto ga dai kirai!! Kai to Monika no nininsankyaku!             | 10 gennaio 2006   |         |
| 61 | 「冠の秘密!! 仁義なきジャム対決!」 - Kanmuri no himitsu!! Jingi naki jamu taiketsu!                                           | 17 gennaio 2006   |         |
| 62 | 「兄弟決戦!! 父が選んだ一流の男!」 - Kyōdai kessen!! Chichi ga eranda ichiryū no otoko!                                       | 24 gennaio 2006   |         |
| 63 | 「海苔パン対決!! 超有名人が出るんですよ!」 - Nori pan taiketsu!! Chō yūmeijin desu yo!                                        | 31 gennaio 2006   |         |
| 64 | 「伝統の味!! 日本を思うココロはひとつ!」 - Dentō no aji!! Nihon wo omō kokoro ha hitotsu!                                     | 7 febbraio 2006   |         |
| 65 | 「恐怖のリベンジ!! パンダ男、現る!」 - Kyōfu no ribenji!! Panda otoko, utsutsuru!                                             | 14 febbraio 2006  |         |
| 66 | 「奇跡の蒸しパン!! パンダがパンダになった日!」 - Kiseki no mushi pan! Panda ga panda ni natta hi!                             | 14 febbraio 2006  |         |
| 67 | 「太陽VS吹雪!! 究極のタルト対決!」 - Taiyō VS Fubuki!! Kyūkyoku no taruto taiketsu!                                           | 21 febbraio 2006  |         |
| 68 | 「これが私の進む道!? ロード・オブ・ザ・ビワ」 - Kore ga watashi no susumu michi!? Roodo obu za biwa!                          | 7 marzo 2006      |         |
| 69 | 「本当に美味いパンを食べさせるのは!? ジャぱんよ、永遠に!」 - Hontō ni umai pan wo tabesaseruno ha!? Japan yo, eien ni!        | 14 marzo 2006     |         |